# Gołąb miejski

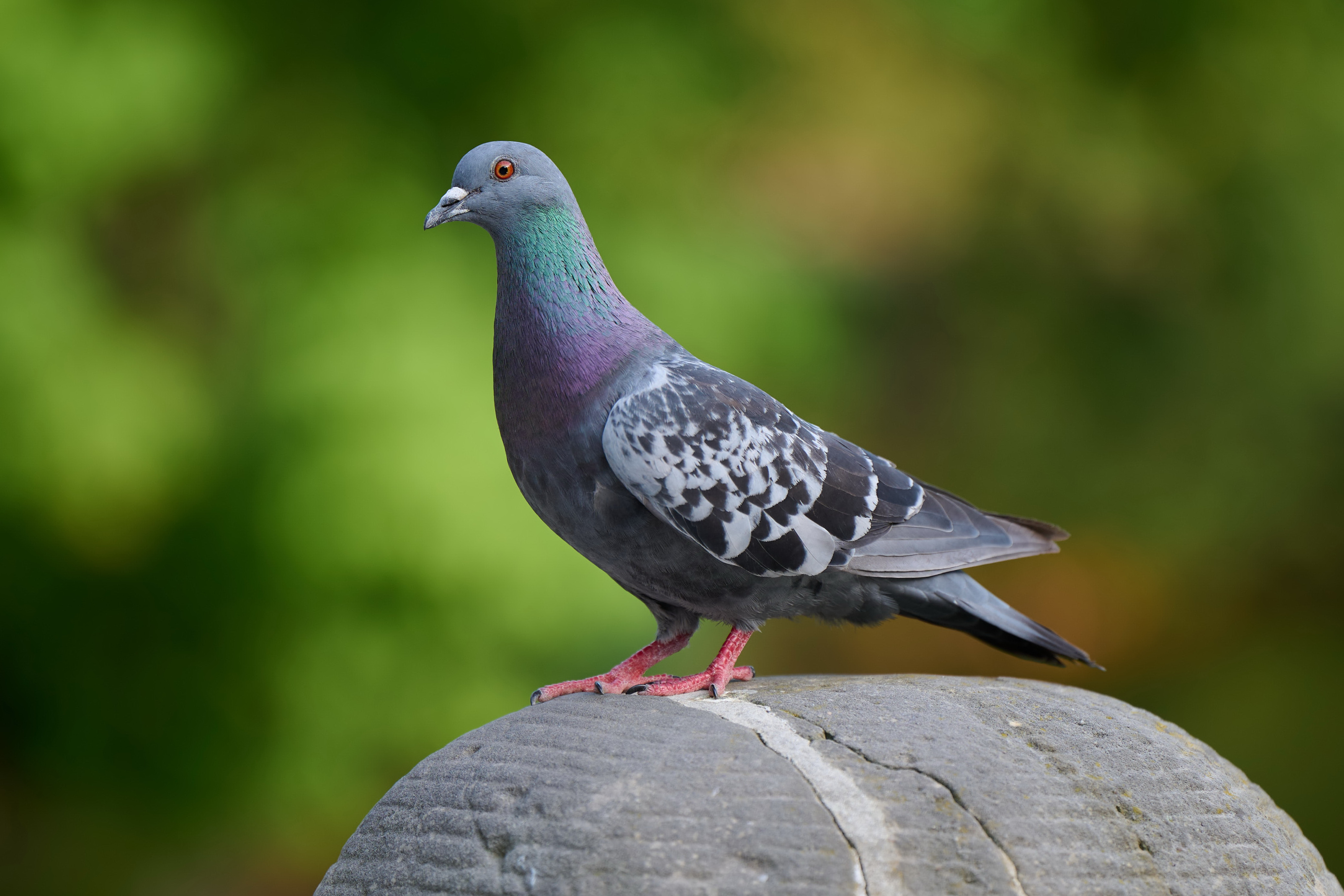
Gołąb miejski w warszawskim parku, 2024

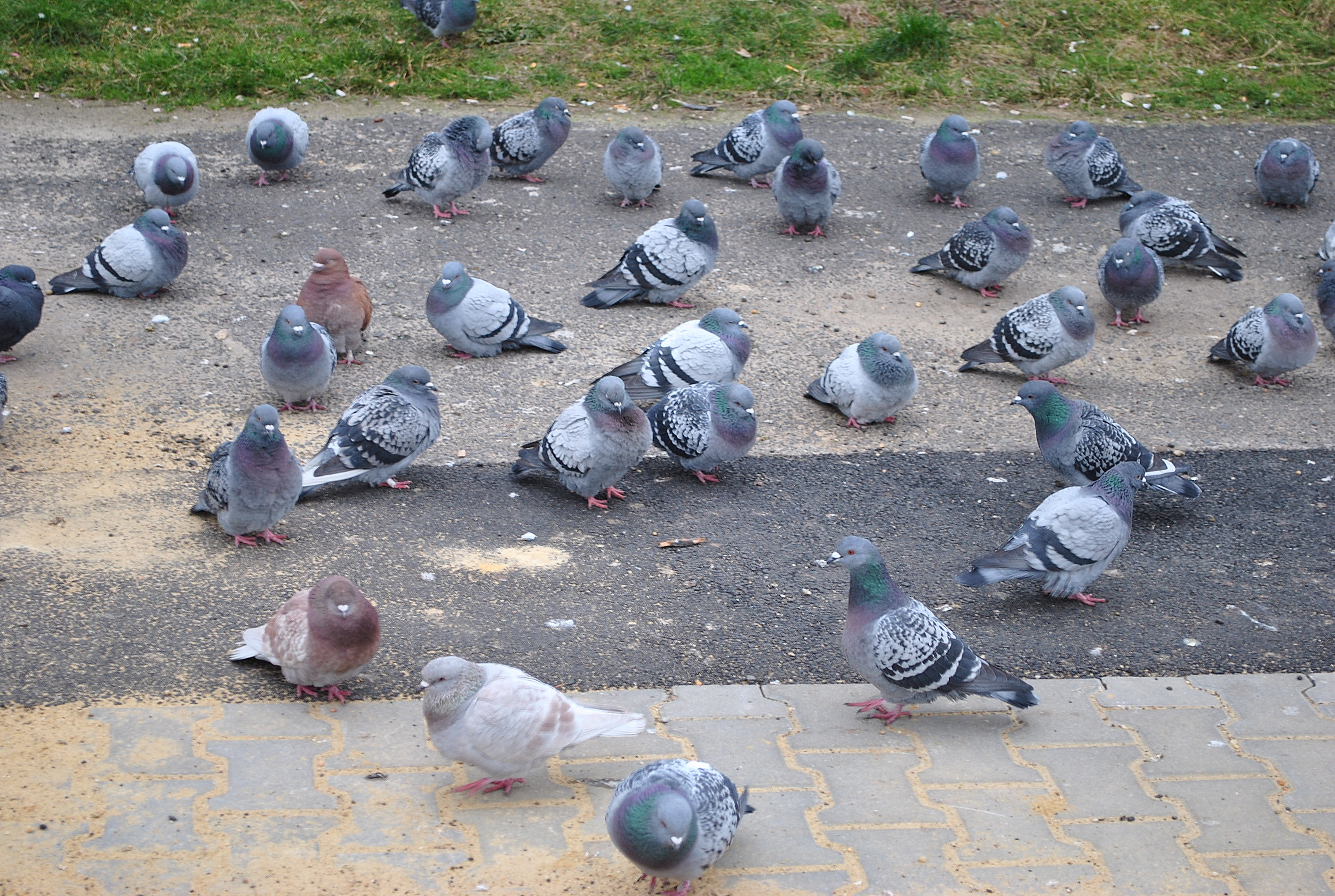
Gołębie miejskie na Osiedlu Tysiąclecia w Katowicach (2014). Uwagę zwraca różnorodność upierzenia tego gatunku

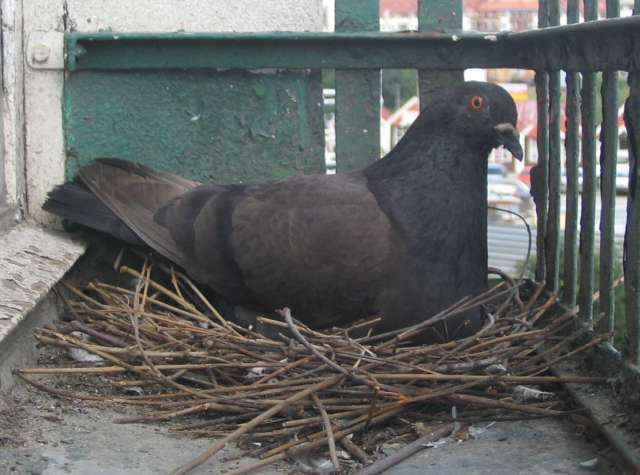
Gołąb miejski w gnieździe (Kraków, 2005)

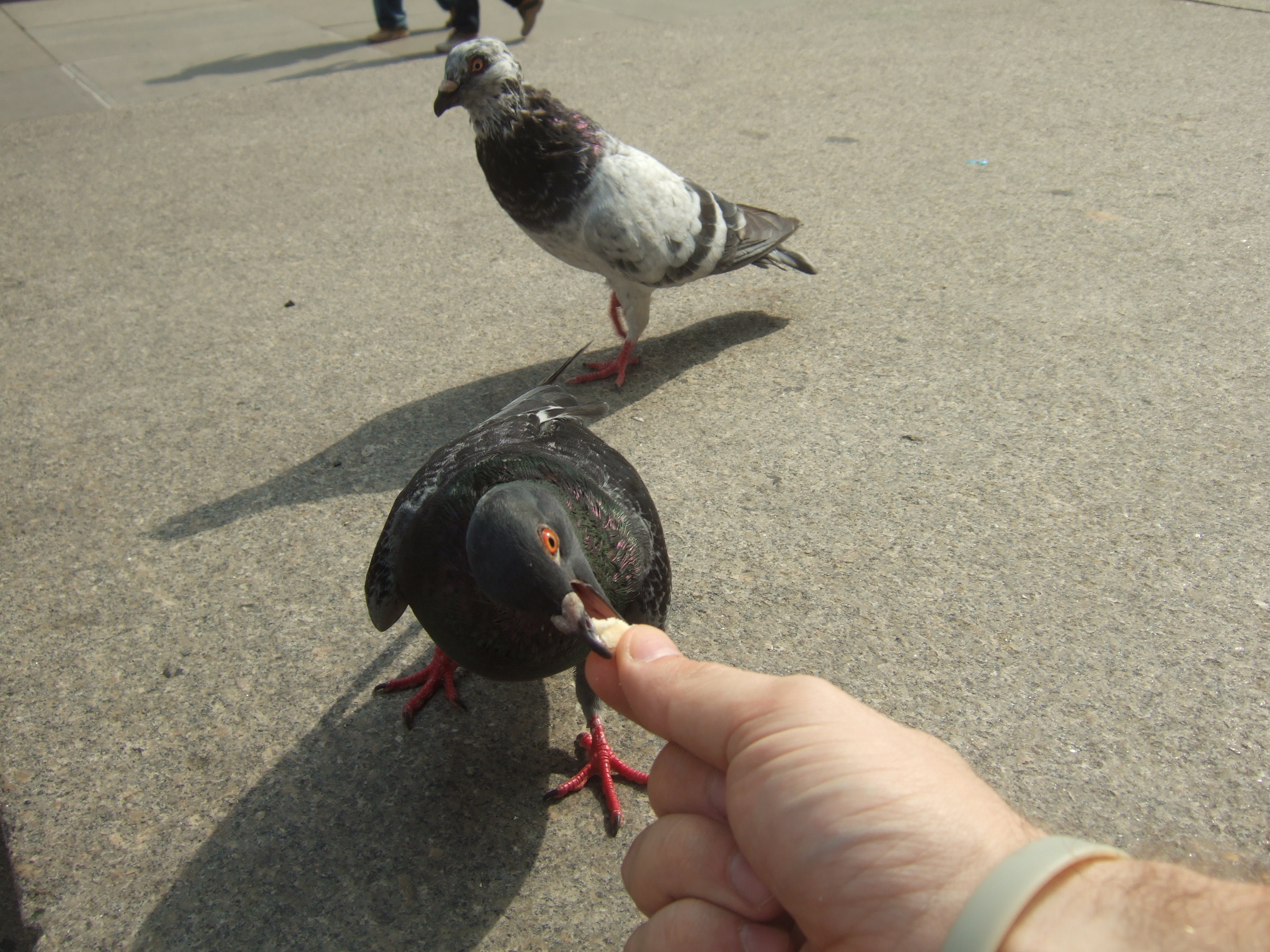
Gołąb miejski dokarmiany przez człowieka w Nowym Jorku (2007)

Gołąb miejski (Columba livia forma urbana) – gatunek synantropijny wywodzący się od udomowionego gołębia skalnego (Columba livia). Populacja gołębia miejskiego składa się z osobników zbiegłych z hodowli, które przystosowały się do życia w miastach i zabudowaniach.

## Morfologia i lęgi
Długość ciała 29–35 centymetrów, rozpiętość skrzydeł 60–68 centymetrów, masa ciała 180–360 gramów. Pochodzi od dzikiego gołębia skalnego zasiedlającego pierwotnie południową Europę, północną Afrykę oraz zachodnią i centralną Azję. Upierzenie gołębia miejskiego może być całkowicie lub częściowo białe po niemal czarne, niekiedy z pojedynczymi, białymi piórami lub brązowawe. Część gołębi miejskich wygląda identycznie jak dzikie gołębie skalne, charakteryzując się dwoma czarnymi paskami na skrzydłach oraz białą plamą na dole grzbietu. Powodem tak różnego wyglądu osobników jest mieszanie się z różnymi rasami gołębi domowych. U gołębi miejskich dymorfizm płciowy jest słabo widoczny. Samce są z reguły trochę większe i cięższe od samic.
Gołąb miejski jest szeroko rozpowszechnionym gatunkiem lęgowym w Polsce, wyprowadzającym do pięciu lęgów w roku. Gniazdo zakłada na lub w budynkach. Gniazduje pojedynczo lub kolonijnie. Składa jednorazowo 2 jaja, które wysiaduje samica na zmianę z samcem przez 16–19 dni (samiec może pomagać do 20% czasu wysiadywania). Jaja są składane przez cały rok, także w okresie zimowym.

## Pożywienie i liczebność
Gołąb miejski jest gatunkiem osiadłym. W Polsce jest objęty częściową ochroną gatunkową (lista zwierząt). Żywi się nasionami i odpadkami, bywa też dokarmiany przez ludzi. Liczebność gołębi miejskich w Polsce wynosi około 100–250 tysięcy par.